# 급진 경험주의
급진 경험주의(Radical empiricism)는 근본적 경험론으로 불린다. 윌리엄 제임스에 의하여 시작된 철학 이론이다. 경험이란 특별한 것들 그리고 그 특별한 것들 사이의 관계를 포함한다고 주장한다. 구체적인 용어로 말한다면 어떤 철학적 세계관이 만약 물리적인 차원에 멈추고 어떻게 의미, 가치들 그리고 의도성이 그것으로부터 일어났는지 설명하지 못한다면 결점이 발생한다고 한다. 급진 경험주의라는 말은 윌리엄 제임스가 그의 책 진리의 의미(The Meaning of Truth)에서 언급하였다. 이 말은 철학자들 가운데서 논의할 수 있는 유일한 것들은 경험으로부터 끌어온 용어들 안에서 정의된 것들이라고 한다. 사실상 우리의 경험은 연결된 다양한 유형들뿐만 아니라 연결되지않은 실재들을 포함하고 있다. 그것은 의미와 가치로 가득차 있다. 결론적으로 우리의 세계관은 특별한 초자연적 경험의 연결된 지지를 필요치 않고 자기의 권리안에서 지속적 연결적 구조를 소유한다고 한다.
제임스의 유저(遺著) 《Essays in Radical Empiricism》(1912)에서 전개한 이론에 따르면,
1. 철학적 논의는 모두 경험으로부터 시작되어야 할 것을 요청하고,
2. 여러 사물간의 관계는 '사물자체'가 아니라 경험과의 관계에서 사실로서 기술하며,
3. 그 경험의 여러 부분은 초월적 기반을 필요로 하지 않고 경험 자체의 연속적 구성에 의존한다고 하였다.

이러한 요청(要請)과 기술(記述)·귀결(歸結)을 포함한 인식론의 입장을 그는 근본적 경험론이라 하였다. 근본적 경험론 (radical empiricism, 根本的經驗論)

## 같이 보기
- 존 듀이
- 앨프리드 노스 화이트헤드